# 市川裕喜
市川裕喜（いちかわ ひろき、1968年3月18日 - ）は、歌舞伎役者。屋号は澤瀉屋。定紋は八重澤瀉。

## 来歴
- 1987年9月、南座『ヤマトタケル』の熊襲（くまそ）の民衆の男ほかで本名で初舞台。1997年7月歌舞伎座『夏祭』の祭の若い者ほかで市川裕喜を名のる。

## 人物
- 趣味は野球で、プロ野球界では福岡ソフトバンクホークスの清水将海と親交がある。[1]